# Mughiphantes afghanus
Mughiphantes afghanus is een spinnensoort in de taxonomische indeling van de hangmatspinnen (Linyphiidae).
Het dier behoort tot het geslacht Mughiphantes. De wetenschappelijke naam van de soort werd voor het eerst geldig gepubliceerd in 1958 door Denis.

## Voorkomen
De soort komt voor in Afghanistan.